# Jarovnice
Jarovnice jsou obec na Slovensku v okrese Sabinov. Žije zde přibližně 7 200 obyvatel. V obci je početná romská komunita.

## Historie
Krajina v okolí vesnice byla osídlena už v neolitu a v její historii se vzpomínají slovanské hrobové nálezy. První písemná zmínka o Jarovnicích pochází z roku 1260, kdy byly v majetku Jána Merša ze Svinie. Začátkem 14. století, byly rozdělené na dvě osady – Vyšné a Nižné Jarovnice, které v 15. století splynuly.
Při povodni 20. července 1998 na řece Malá Svinka zahynulo 50 lidí, především v místní romské osadě.

## Přírodní poměry
Jarovnice leží v Šarišské vrchovině v údolí řeky Malé Svinky. K obci patří místní část Močidľany.